# Acanthogobius
Acanthogobius är ett släkte av fiskar som ingår i familjen smörbultsfiskar.
Arter enligt FishBase:
- Acanthogobius elongatus (Fang, 1942)
- Acanthogobius flavimanus
- Acanthogobius hasta (Temminck & Schlegel, 1845)
- Acanthogobius insularis, Shibukawa & Taki, 1996
- Acanthogobius lactipes
- Acanthogobius luridus